# Liste des épisodes de Teen Titans : Les Jeunes Titans
Teen Titans : Les Jeunes Titans est une série d'animation américaine, initialement diffusée aux États-Unis du 19 juillet 2003 au 16 janvier 2006 sur la chaîne de télévision Cartoon Network, en un total de 65 épisodes en cinq saisons. La série est suivie par une série dérivée intitulée Teen Titans Go! en 2013. Les cinq saisons ont été commercialisées en DVD entre 2006 et 2008,,,.

## Épisodes

### Première saison (2003)
| Numéro (épisode) | Numéro (saison) | Titre                                        | Diffusion (États-Unis) |
| --- | --------------- | -------------------------------------------- | ---------------------- |
| 1 | 1               | Examen final Final Exam                      | 19 juillet 2003        |
| Deathstroke (Slade) veut tester Mammoth, Jinx et Gizmo, trois jeunes talents de la H.I.V.E Academy, en leur demandant d'éliminer les Jeunes Titans. Les deux groupes se confrontent et s'ensuit la disparition de Robin. Les Titans retournent à leur tour, mais en sont chassés par leurs trois ennemis, qui s'y installent. Robin de retour, les cinq héros retournent chez eux pour déloger les trois intrus, c'est là qu'ils entendant parler de Deathstroke. Malgré la défaite des trois, Deathstroke est ravi, car son message a été transmis. |                 |                                              |                        |
| 2 | 2               | Les Sœurs ennemies Sisters                   | 26 juillet 2003        |
| Starfire est poursuivie par de mystérieux robots-pieuvres roses, qu'elle neutralisent avec ses amis. Peu après survient Blackfire, sœur de Starfire, qui fait tout pour se faire apprécier des Titans. Cela donne à Starfire l'impression que ses amis l'oublient au contact de Blackfire. Les robots-pieuvres reviennent et les Titans les combattent. Ils s'avèrent qu'ils appartiennent à des policiers intergalactiques venus arrêter Starfire, qu'ils croient coupable d'un vol. Mais le bijou volé a été offert par Blackfire à sa sœur : c'est donc elle la coupable. Starfire aide les policiers à la neutraliser et elle se retrouve innocentée. |                 |                                              |                        |
| 3 | 3               | Diviser pour mieux régner Divide and Conquer | 2 août 2003            |
| Tentant d'arrêter Cinderblock, Robin et Cyborg se télescopent, laissant échapper leur ennemi. Après une dispute entre les deux, Cyborg décide de quitter l'équipe. Entre-temps, sur la demande du mystérieux Deathstroke, Cinderblock libère Plasmus, contre lequel les quatre autres Titans devront combattre. Mis en mauvaise posture, ils ne devront leur victoire qu'à l'intervention de Cyborg, qui a choisi de revenir vers ses amis, et en a profité pour neutraliser au passage Cinderblock ce qui met Deathstroke hors de lui. |                 |                                              |                        |
| 4 | 4               | Les Forces de la nature Forces of Nature     | 16 août 2003           |
| Tonnerre et Eclair, deux frères ayant des pouvoirs liés à la foudre, cherchent à "s'amuser" en détruisant la ville. Les Titans les combattent, et Changelin (Beast Boy) cherche à raisonner Tonnerre, moins agressif que Eclair.Les deux frères seront ensuite guidés par Deathstroke (Slade), déguisé en vieux maître d'arts martiaux, afin de créer à leur insu un monstre géant. Raisonné une nouvelle fois par Changelin, Tonnerre décide de l'écouter et parvient à convaincre son frère d'aider les Titans à stopper le monstre, qui menace de détruire la ville. L'intervention des deux frères sera décisive pour la victoire finale des cinq héros. |                 |                                              |                        |
| 5 | 5               | En pièces détachées The Sum of His Parts     | 23 août 2003           |
| Cyborg se retrouve confronté à un problème de batterie alors que le groupe combat le magicien Mumbo. Il finit par tomber en panne et ses amis perdent sa trace. Persuadés que Mumbo l'a enlevé, ils pourchassent ce dernier. Mais Cyborg a en fait atterri chez Fixit, un être spécialisé dans les réparations, qui veut retaper complètement Cyborg. Mais Fixit refuse ensuite de laisser Cyborg partir, car selon lui, il sera mieux avec lui, parmi les pièces détachées. Les Titans, de leur côté, finissent par neutraliser Mumbo, mais comprennent que leur ami est ailleurs. Ils finissent par le retrouver et celui-ci parvient finalement à raisonner Fixit. |                 |                                              |                        |
| 6 | 6               | Plus jamais Nevermore                        | 30 août 2003           |
| Cyborg et Changelin (Beast Boy) s'introduisent dans la chambre de Raven et utilisent maladroitement un miroir magique, qui agit comme portail vers l'esprit de Raven. Une fois dans ce monde sombre, ils rencontrent différentes incarnations des émotions de Raven : la Raven Rose (Joyeuse), la Raven Grise (Timide) et la Raven Verte (Brave) qui détruit le gardien d'un labyrinthe ayant attaqué Cyborg et Changelin. La véritable Raven les rejoint et se fâche contre eux, mais à ce moment apparaît Trigon, le démon père de Raven. Les trois amis le combattent, mais leur énergie est insuffisante à le détruire. Raven fusionne alors avec toutes ses incarnations (six Ravens de couleurs différentes) et devient Raven blanche, qui elle parvient à vaincre Trigon... derrière lequel se cachait en réalité Raven Rouge (Furieuse). Les trois Titans reviennent dans leur monde et Raven pardonne à Cyborg et Changelin leur imprudence vis-à-vis du miroir. |                 |                                              |                        |
| 7 | 7               | Inversées Switched                           | 6 septembre 2003       |
| Le Maître des marionnettes envoie cinq marionnettes à l’effigie des Jeunes Titans à ces derniers. Son but est d'enfermer les esprits des Titans dans les marionnettes, qu'il détruira ensuite. Mais Starfire et Raven échappent au sortilège alors qu'il n'était pas terminé et leurs esprits s'inversent dans leurs corps. Raven, emprisonnée dans le corps de Starfire, ne parvient pas à voler, et Starfire, bloquée dans celui de Raven, peine à maîtriser les pouvoirs sombres de son amie, qui sont liés aux émotions (et Starfire a tendance à hélas laisser ses émotions déborder sans retenue !). Conscientes de leurs handicaps, elles décident de s'entraider, chacune donnant à l'autre des conseils pour maîtriser leurs pouvoirs respectifs. Elles y parviennent finalement et retournent affronter le Maître de Marionnettes, qu'elles finissent par vaincre, libérant par la suite leurs amis après avoir détruit la commande de contrôle de l'inverseur d'esprits. |                 |                                              |                        |
| 8 | 8               | Trident des abysses Deep Six                 | 13 septembre 2003      |
| Trident des Abysses, se prenant pour un être parfait, veut conquérir la surface en se multipliant. Dans ce but, il dérobe des cargaisons radioactives et s'en sert pour ses noirs desseins. Les Titans partent à sa recherche à bord de leur appareil amphibie, mais se retrouvent en mauvaise posture après un combat contre Trident. Ils doivent leur salut à Aqualad, un être originaire d'Atlantis, qui ne laisse pas Raven et Starfire indifférentes. Changelin et lui vont désormais entretenir une rivalité, chacun prétendant vaincre Trident à lui tout seul. Mais après avoir combattu sans succès Trident, chacun de son côté, ils comprennent qu'il y a en fait plusieurs Tridents. Ils découvrent une grotte dans lequel des centaines de matrices fabriquent de nouveaux Tridents. Unissant leurs efforts au lieu de se quereller, ils parviennent à contrer Trident, avant que leurs amis, dont l'appareil a été réparé par l'ami d'Aquald, ne scellent la grotte d'un tir de missile, y emprisonnant pour toujours l'armée de clones. |                 |                                              |                        |
| 9 | 9               | Jeux de masques Masks                        | 20 septembre 2003      |
| Les Titans doivent à nouveau affronter les sbires de Deathstroke, qui volent des puces dans un but mystérieux. Mais leur tâche se complique lorsqu'un nouvel ennemi, Red X, fait son apparition. Ce dernier propose à Deathstroke une association, mais le vieil ennemi des Titans lui fait passer un test : il devra encore voler 2 autres puces pour prouver sa loyauté. Red X s'exécute, neutralisant au passage nos 5 héros, et propose à Deathstroke de se rencontrer. Or, il s'avère que Red X n'est autre que Robin, qui espère, grâce à son déguisement et à ses actes de bravoure, pouvoir approcher son ennemi et le vaincre. Mais celui-ci le démasque et Robin le combat, tandis que ses amis se chargent de ses hommes de main. Mais il s'avère que le soi-disant Deathstroke est en fait un simple robot. Robin devra donc attendre encore avant de rencontrer face-à-face l'antagoniste principal des Titans. |                 |                                              |                        |
| 10 | 10              | Mad Mod et l'école du respect Mad Mod        | 27 septembre 2003      |
| Mad Mod, un Anglais obsédé par les bonnes manières, retient les Titans prisonniers dans sa dimension et tente de les éduquer grâce à l'hypnose. Seul Changelin y succombera. Ses amis combattent de leur mieux Mad Mod, dont l'univers est rempli de trompe-l'œil, de faux-semblants et autres illusions d'optique. Mais les pièges ne manquent pas et les contrer devient difficile. Après une folle course-poursuite, les Titans rattrapent finalement Mad Mod, qui envoient tous ses gadgets contre eux simultanément. Mais Robin parvient à trouver une faille et découvre celui qui tire les ficelles. Ayant détruit l'ordinateur, il provoque du même coup l'effondrement de la dimension parallèle. Les Titans peuvent donc s'échapper et revenir dans leur monde. |                 |                                              |                        |
| 11 | 11              | L'Apprenti [1/2] Apprentice [1/2]            | 4 octobre 2003         |
| Les Titans découvrent que Deathstroke a en sa possession une bombe capable d'arrêter le temps définitivement. Ils cherchent à localiser cette dernière, mais tombent dans un guet-apens. Après avoir combattu les sbires de Deathsroke, ils découvrent que Starfire est capable de ressentir la présence de la bombe via l'une de ses composantes. Les Titans parviennent à trouver l'engin de mort, mais des hommes de main de Deathstroke l'emportent loin, et tandis que Robin est stoppé par Cinderblock, ses amis pourchassent les ennemis armés de la bombe. Robin découvre la cachette de Deathstroke et le combat, mais celui-ci active un dispositif qui implante dans l'organisme des Titans, à leur insu, des nano-explosifs. Robin se voit contraint de servir Deathstroke dans ses entreprises néfastes, sous peine que son ennemi fasse mourir ses 4 amis. |                 |                                              |                        |
| 12 | 12              | L'Apprenti [2/2] Apprentice [2/2]            | 11 octobre 2003        |
| Robin, que ses amis recherchent, est forcé d'abandonner son costume pour un autre semblable à celui de Deathstroke. Il se voit obligé de dérober des armes et les ramener à son "nouveau maître" afin que celui-ci augmente sa propre puissance. De plus, le malfaiteur borgne ambitionne de devenir comme un père pour Robin, celui-ci répond qu'il a déjà un père, phrase suivie d'une envolée de chauve-souris. Les Titans, intervenant lors d'une nouvelle effraction, ont la surprise de voir que le voleur n'est autre que leur ami disparu. Mais, n'ayant d'autre choix, ils sont forcés de le combattre, sans toutefois parvenir à l'arrêter. Robin se rebelle et combat Deathstroke, cherchant également à reprendre la télécommande dont dépend la vie de ses amis. Mais Deathstroke appuie sur le bouton fatal, condamnant les 4 autres Titans. Robin fait en sorte d'être lui aussi envahi de nano-explosifs, donc condamné à mourir, mais son ennemi, ne supportant pas de voir son "fils" mourir, élimine les mini-explosifs chez les 5 Titans. Robin le combat une nouvelle fois, mais Deathsroke parvient in extremis à s'enfuir, au moment où sa véritable identité risquait d'être révélée. |                 |                                              |                        |
| 13 | 13              | Chagrin mécanique Car Trouble                | 11 novembre 2003       |
| Cyborg a mis au point une voiture pour les Titans, baptisée la T-Car. Il l'étrenne en emmenant ses amis en ville... mais sa voiture est volée ! , Raven le console, puis tous deux retrouvent les voleurs et les poursuivent. Ils récupèrent la voiture mais doivent affronter Gizmo, des H.I.V.E. Five (voir "Examen Final"), puis Overload, un monstre constitué d'électricité. Au terme de l'affrontement contre ce dernier, la voiture de Cyborg finit... en pièces détachées !, Très affecté, il est une fois encore consolé par Raven, qui décide de l'aider à reconstruire la T-Car. Et une fois le travail achevé, une fois n'est pas coutume, Raven offre à son ami... un large sourire ! |                 |                                              |                        |

### Deuxième saison (2004)
| Numéro (épisode) | Numéro (saison) | Titre                                        | Diffusion (États-Unis) |
| --- | --------------- | -------------------------------------------- | ---------------------- |
| 14 | 1               | C'est long l'éternité ? How Long Is Forever? | 10 janvier 2004        |
| Starfire veut célébrer avec ses amis la fête de l'amitié telle qu'elle le faisait sur sa planète, mais aucun d'eux n'est réceptif, chacun se querellant avec un(e) autre, ce qui la désole. L'équipe combat ensuite Warp, un homme venu du futur pour dérober une pendule contrôlant le temps. Starfire, tentant de le stopper, traverse avec lui le passage spatio-temporel et se retrouve vingt ans plus tard. Elle est déçue de constater que les Titans vivent séparés : Cyborg seul dans la Tour, relié à une batterie de fortune, Changelin dans une roulotte de cirque, effectuant ses transformations animales pour distraire les gens, et Raven recluse dans une pièce blanche, en proie à un déséquilibre affectif (elle mentionne "tous les autres, qui sont partis"). Seul Robin est encore actif contre le crime, mais sous le nom de Nightwing. Starfire et lui retrouvent Warp, qu'ils combattent, mais finissent par être vaincus. C'est alors que les autres Titans, contactés en désespoir de cause par Nightwing un peu auparavant, surgissent et aident leurs deux amis, comme au bon vieux temps. Warp, battu, régresse jusqu'au stade de bébé et Starfire ramène la pendule temporelle dans le présent, où les cinq héros finissent par célébrer la fête de l'amitié de Starfire. |                 |                                              |                        |
| 15 | 2               | Une journée de chien Every Dog Has His Day   | 17 janvier 2004        |
| Changelin, avec qui personne n'a de temps pour se divertir, part seul se promener en ville et se change en chien vert pour amuser deux jeunes filles. Or, il se retrouve nez à nez avec un autre chien vert, que son propriétaire, un extraterrestre prénommé Soto, cherche à récupérer. Or, l'alien confond les deux animaux et s'empare de Changelin. S'étant aperçu par la suite que ce dernier peut se métamorphoser à volonté, il décide de la garder et l'emprisonne. Ses amis poursuivent l'autre chien vert, pensant qu'il s'agit de leur ami, et ayant compris leur erreur, se servent de ce chien pour remonter jusqu'à Soto. Ils l'affrontent, mais ne devront leur victoire qu'à l'intervention de Changelin, qui est parvenu à se libérer. Soto repart finalement avec son propre chien. |                 |                                              |                        |
| 16 | 3               | Terra                                        | 24 janvier 2004        |
| Les Titans accueillent dans leur Tour une jeune fille nommée Terra, possédant des pouvoirs liés aux minéraux (rochers). Mais elle a de la peine à contrôler ses pouvoirs, et quand Changelin le découvre, elle le fait promettre de n'en parler à personne. La jeune fille s'entraîne avec ses nouveaux amis et bat même le record de vitesse. Elle se joint ensuite à eux lorsqu'ils doivent une fois de plus combattre l'armée de Deathstroke, dans une mine. Celui-ci tente de la convaincre de se joindre à lui, mais provoque la colère de la jeune fille, ce qui se traduit par un écroulement. Robin comprend à cette occasion qu'elle peine à maîtriser pleinement son potentiel, et lorsqu'il évoque cela peu après la victoire des Titans, Terra pense que Changelin n'a pas respecté sa promesse et s'enfuit. Mais Deathstroke, qui s'intéresse toujours à elle comme alliée, la suivra à la trace. |                 |                                              |                        |
| 17 | 4               | Seulement humain Only Human                  | 31 janvier 2004        |
| À l'entraînement, Robin encourage Cyborg à repousser ses limites en dépassant les 100 %. Mais celui-ci lui explique que, maintenant qu'il est à moitié robot, il ne peut plus faire toujours mieux et est limité à 100 %. Après avoir vaincu le robot Atlas dans un jeu vidéo, il voit ce personnage virtuel se matérialiser dans le monde réel et le défier, afin de prendre sa revanche. Les autres Titans combattent à ses côtés, mais sont emprisonnés dans des sphères indestructibles. Cyborg affronte une nouvelle fois son ennemi dans l'ancien stade et perd. Atlas, qui avait promis de libérer ses amis après le combat, change d'avis et décide de les garder comme trophées symbolisant sa victoire. Cyborg s'entraîne et revient affronter Atlas. En concentrant son énergie, il parvient à dépasser les 100 % qui le limitaient jusqu'alors et vainc donc Atlas. Ses amis, libérés, le félicitent pour s'être dépassé. |                 |                                              |                        |
| 18 | 5               | La Peur au ventre Fear Itself                | 7 février 2004         |
| Les Titans affrontent un maniaque de la vidéo, dont la télécommande magique transforme les objets en monstres. Après l'avoir vaincu, ils louent un film d'horreur et le regardent le soir venu. Tous ont peur une fois le film fini, mais Raven affirme qu'elle non. Plus tard, cette dernière se réveille, apeurée, et entend un cri horrible. Les Titans, rassemblés au salon, constatent que la cassette vidéo du film d'horreur a disparu, et sont aussitôt attaqués par le monstre du film en question. Raven s'aperçoit à cette occasion que ses pouvoirs ne fonctionnent plus. Cherchant à échapper au monstre, les Titans disparaissent, chacun de manière différente, jusqu'à ce que Raven se retrouve toute seule. Elle doit fuir plusieurs monstres et tente de se convaincre qu'elle n'a pas peur, avant de finalement admettre qu'elle est bel et bien effrayée. À ce moment-là, ses pouvoirs lui reviennent et elle élimine tous les monstres d'un seul coup avant de s'évanouir. À son réveil, Robin lui explique qu'en refusant d'accepter sa peur, elle a fait celle-ci se manifester physiquement par des apparitions se monstres, et qu'elle n'a pu les vaincre qu'en admettant qu'elle était apeurée. |                 |                                              |                        |
| 19 | 6               | Rendez-vous avec le destin Date With Destiny | 14 février 2004        |
| Chaton, fille de la Mite Tueuse, s'est fait "larguer" par son petit ami. Elle demande donc à son père de lui trouver un nouveau cavalier pour le bal. La Mite envoie un nuage de ses protégés attaquer la ville. Les Titans tentent de stopper ces mites dévoreuses de métal, mais sans succès. Leur maître les rappelle et menacent de libérer l'essaim entier si Robin refuse d'être le cavalier de Chaton. L'intéressé est contraint d'accepter, et charge ses amis de localiser et neutraliser la Mite Tueuse. Starfire, jalouse, suit Robin au bal et tente de jouer les trouble-fête, afin de faire partir Chaton. Cette dernière exige de Robin qu'il cède à ses moindres désirs, et vu que c'est elle qui a la télécommande permettant de libérer l'essaim entier, il doit s'exécuter, bien malgré lui. Raven, Changelin et Cyborg pénètrent dans la demeure de la Mite Tueuse, y découvrent l'essaim et doivent combattre la Mite, qu'ils finissent par vaincre. Mais, entre-temps, Robin ayant décidé de ne plus lui obéir, Chaton a appuyé sur le bouton de sa télécommande, et l'essaim de mites sort de sa prison. Les Titans ne peuvent les stopper. Starfire se bat avec Chaton, qui lâche la télécommande, et Robin la détruit. Résultat : les mites régressent toutes en larves, faciles à attraper. La soirée s'achève avec le couple déclaré vainqueur du bal : Starfire et Robin qui célèbrent cela par une dernière danse. |                 |                                              |                        |
| 20 | 7               | Transformation                               | 21 février 2004        |
| Starfire subit de multiples transformations lui donnant des allures de monstre. Elle s'habille de la tête aux pieds afin que ses amis ne découvrent rien, mais ils finissent par s'en apercevoir. Honteuse, elle choisit de s'exiler loin de la Terre et cherche une planète d'accueil. Mais, sur tous les astres où elle atterrit, les habitants locaux s'enfuient ou la pourchassent. Elle désespère d'être acceptée, jusqu'au moment où elle rencontre, sur une énième planète, une créature blanche qui la rassure et la prie de la suivre. Entre-temps, les quatre autres Titans ont converti leur véhicule amphibie (voir "Trident des abysses") en vaisseau spatial, et décident de visiter les planètes, afin de retrouver leur amie. Celle-ci arrive dans une grotte et se couche dans une sorte de feuille, que la créature blanche lui a montrée. Mais cette feuille se referme sur elle : c'est une chrysalide qui la retient prisonnière, et la créature reprend son apparence normale, celle d'une araignée extra-terrestre, qui veut la dévorer. Au moment où Starfire est sur le point d'être mangée, ses amis interviennent et luttent contre le monstre. Ils peinent à prendre le dessus, mais Starfire, que Robin a libéré et qui a retrouvé son apparence normale, parvient à se débarrasser de l'araignée. Tous repartent ensuite vers la Terre. |                 |                                              |                        |
| 21 | 8               | Un nouveau Titan Titan Rising                | 28 février 2004        |
| Terra (voir l'épisode du même nom) est de retour chez les Titans et demande à faire partie de leur équipe. Tous s'en réjouissent, à part Raven, qui se méfie. La jeune fille leur montre comment elle a appris à maîtriser ses pouvoirs, et se joint à eux lorsqu'ils combattent un ver métallique géant. Toutefois, lorsque Terra compte utiliser un énorme bloc de pierre comme arme, Raven s'oppose à elle, car cela risque de blesser quelqu'un. Les deux jeunes filles se fâchent l'une contre l'autre. Les Titans descendent dans le tunnel créé par le ver, sur les traces de Deathstroke, qui s'avère être derrière tout cela. Ils sont attaqués par trois vers géants. L'équipe se scinde en deux : Cyborg, Changelin et Starfire partent neutraliser les vers, tandis que Robin, Raven et Terra se concentrent sur Deathstroke. Les relations sont de plus en plus tendues entre Raven et Terra. Le 1er groupe découvre que les vers se sont emboîtés pour former un anneau qui libère des lasers rouges, lesquels attaquent la roche tout autour de la Tour des Titans. Sous terre, le 2e groupe découvre un anneau envoyant des lasers vers la surface, tout autour de la Tour. Robin comprend que Deathstroke veut faire sombrer la Tour des Titans dans les profondeurs. Tandis que lui combat Deathstroke, Raven et Terra, oubliant leur discorde, unissent leurs forcent pour repousser la Tour à la surface et sauver ainsi leur demeure. Quant à Deathstroke, il a disparu. Terra est enfin admise comme membre à part entière au sein de l'équipe, et Raven et elle se réconcilient. |                 |                                              |                        |
| 22 | 9               | Le vainqueur prend tout Winner Take All      | 6 mars 2004            |
| À la suite d'une partie de cartes avec Raven et Starfire, Robin, Cyborg et Changelin se trouvent téléportés chez le Maître des Jeux, où ils rencontrent Aqualad (voir "Trident des abysses"), Gizmo (voir "Examen final"), Speedy, Wildebeast et Hotspot. Ces 8 super-héros doivent s'affronter pour déterminer qui sera le grand gagnant. Robin, Cyborg, Speedy et Wildebeast sortent vainqueurs de ces duels. Le Maître des Jeux dit avoir renvoyé les perdants chez eux, mais Cyborg se méfie. Il découvre qu'en réalité, les 4 héros ayant perdu ont été emprisonnés dans le rubis que porte le Maître, qui du coup peut utiliser à volonté leurs pouvoirs. Cyborg se fait lui aussi aspirer dans le bijou. Le lendemain, Robin, Speedy et Wildebeast combattent à trois, et les deux premiers se mesurent dans le face-à-face final. Robin est le grand gagnant du tournoi, mais le Maître lui révèle qu'il s'est approprié tous les pouvoirs des héros qu'il a enfermé dans son rubis, et cela afin de devenir invincible et de battre tous ses ennemis. Robin parvient à libérer Cyborg et Speedy, qui l'aident à vaincre et libérer les autres. Robin remet à chacun un emblème Titan, afin que tous restent en contact, et chacun est renvoyé chez lui. Et à leur place arrivent 8 super-héroïnes - dont Raven, Starfire et Terra - pour la version féminine du tournoi précédent. |                 |                                              |                        |
| 23 | 10              | Trahison Betrayal                            | 31 juillet 2004        |
| Terra et les Titans combattent les troupes de Deathstroke. Or, pendant ce temps, les aptitudes des cinq amis sont analysées par un tiers mystérieux et envoyées directement à Deathstroke. Le soir venu, Cyborg enclenche le système de défense de la Tour, mais découvre dans la nuit que les robots de leur pire ennemi ont investi les lieux. Personne ne comprend comment ils ont pu entrer, mais quatre des cinq Titans les combattent avec acharnement. Dans le même temps, Terra et Changelin, la première ayant accepté le rendez-vous en amoureux du second, se promènent et discutent. Le mutant vert a le sentiment que, malgré ses sourires, la jeune fille est préoccupée, même si elle s'en défend. Tous deux partent s'amuser dans un parc d'attractions, et sont sur le point de s'embrasser quand Deathstroke fait son apparition. Il est venu chercher Terra afin qu'il reparte avec elle, mais Changelin le combat sans relâche. Les deux super-héros se réfugient dans la galerie des miroirs et Deathstroke révèle à Changelin que Terra les a espionné et a saboté le système de sécurité de la Tour pour permettre à ses robots d'entrer. Le Titan refuse de le croire, jusqu'à ce que la jeune fille confirme que c'est vrai. Changelin lui tourne le dos et rentre à la Tour, où il se morfond de cette cruelle trahison. |                 |                                              |                        |
| 24 | 11              | Fractures                                    | 7 août 2004            |
| Après avoir eu un accident en pourchassant Johnny Rancid, Robin se retrouve avec le bras dans le plâtre, et ses amis lui enjoignent de se reposer plutôt que de retourner au combat. C'est alors qu'une version petite et rondouillarde de Robin sort du crâne de celui-ci. Il est baptisé Larry par Robin, et se montre bien plus espiègle que sa version d'origine. Son index lui permet de modifier à volonté la réalité, et à la suite d'un accident, il se brise ce doigt, ce qui modifie la réalité : la ville change pour ressembler à une suite de dessins enfantins. Les Titans changent de bouches, puis en partie d'apparence, se retrouvent poursuivis par une sorte de Godzilla, avalés par une baleine et parviennent enfin à revenir à la Tour, au sommet de laquelle trône le rayon ayant pouvoir de changer la réalité. Johnny Rancid surgit alors et se jette dans ce rayon, modifiant une fois encore le monde : les dessins enfantins cèdent la place à un univers sombre et effrayant. Les Titans tentent de rattraper Rancid, sans succès. Mais Robin, aidé de Larry, y parvient, et le double farceur parvient à réparer son doigt et ramener l'ordre dans la réalité. Seulement, en cherchant finalement à guérir le bras cassé de Robin, Larry l'envoie dans une dimension vide ! |                 |                                              |                        |
| 25 | 12              | Choc en retour [1/2] Aftershock              | 14 août 2004           |
| Terra jure fidélité à Deathstroke et s'attaque aux Titans. Ses pouvoirs ont augmenté, grâce à la combinaison qu'elle porte et qui la connecte aux pouvoirs de Deathstroke, et les cinq héros ne parviennent pas à rivaliser avec sa puissance. Ils doivent donc se replier. Les Titans se montrent très critiques envers Terra, particulièrement Raven, mais Changelin rappelle à Robin qu'il avait eu droit à une seconde chance lorsqu'il était l'apprenti de Deathstroke. Robin décide donc d'en donner également une à Terra. Celle-ci libère Cinderblock et Plasmus (voir "Diviser pour mieux régner"), ainsi que Overload (voir "Chagrin mécanique"). Robin et Starfire se chargent du premier, Cyborg et Changelin du second, Raven du troisième. La jeune sorcière parvient à vaincre Overload, mais doit affronter Terra, qui utilise la faiblesse de Raven (la colère) contre elle et la noie. Robin et Starfire gagnent contre Cinderblock, mais Terra survient et élimine Starfire, laissant Robin en vie. Puis la jeune fille se bat contre Cyborg et Changelin, qui ont vaincu Plasmus, et les font eux aussi disparaître. Elle parvient finalement à se débarrasser de Robin. Les Titans semblent tous morts, mais ont tous survécu et, cachés sur leur île, attendent l'heure de la revanche. |                 |                                              |                        |
| 26 | 13              | Choc en retour [2/2] Aftershock [2/2]        | 21 août 2004           |
| Les troupes de Deathstroke ont fait de Jump City une ville fantôme, remplie de brouillard. Terra y patrouille, se rappelant les bons moments passés avec les Titans, lorsqu'elle est attaquée par ceux-ci. Et cette fois, ce sont eux qui ont le dessus. Elle fuit, mais Deathstroke lui ordonne de retourner se battre. Il lui vient en aide en faisant fusionner Cinderblock, Plasmus et Overload. À ce nouveau monstre se joignent les troupes du tyran borgne. Terra retourne à la base, mais Deathstroke, furieux qu'elle n'ait pas tué les Titans, la bat. Elle veut s'enfuir, mais il prend le contrôle du corps de la jeune fille via la combinaison qu'elle porte, et qui lui permet de la diriger à son gré. Tandis que Changelin part à la recherche de Terra, ses 4 amis éliminent les gardes de Deathstroke et, unissant leur force, neutralisent le monstre hybride. Changelin retrouve Terra, qui refuse de l'attaquer mais y est forcée par Deathstroke, qui se sert d'elle comme d'une marionnette et l'oblige à se battre. Mais les quatre autres Titans arrivent et persuadent Terra qu'elle peut reprendre le contrôle de son corps. Elle y parvient et se retourne contre Deathstroke, qu'elle fait tomber dans la lave. Seulement, les pouvoirs de Terra ont réveillé le volcan situé sous la base et personne ne peut l'arrêter à part Terra elle-même. La jeune fille décide de rester pour sauver ses amis. Elle parvient à arrêter l'éruption mais finit transformée en statue de pierre. Les Titans viennent déposer des fleurs et une plaque "Terra - une Teen Titan, une véritable amie" - aux pieds de cette statue, et se promettent de trouver un moyen de la ramener à la vie. |                 |                                              |                        |

### Troisième saison (2004)
| Numéro (épisode) | Numéro (saison) | Titre                                                                    | Diffusion (États-Unis) |
| --- | --------------- | ------------------------------------------------------------------------ | ---------------------- |
| 27 | 1               | Tromperie Deception                                                      | 28 août 2004           |
| Après avoir déjoué un hold-up commis par Gizmo, Jinx et Mammouth, les Titans décident d'infiltrer la H.I.V.E Academy. Cyborg, grâce à des bagues aux pouvoirs particuliers, peut changer son apparence, et c'est sous l'identité de Stone, un être apparemment humain pouvant se transformer en pierre, qu'il se rend à l'Academy. Gizmo, Jinx et Mammouth tentent de le déstabiliser en le ridiculisant, mais Cyborg/Stone se montre plus fort qu'eux à l'entraînement. Il gagne ainsi la confiance de Brother Blood, nouveau recteur de l'Academy, qui voit en lui un nouveau champion potentiel. Mais bientôt, Cyborg ne donne plus de nouvelles et ses amis s'inquiètent à son sujet. Entre-temps, Cyborg a été démasqué et Brother Blood lui promet de lui rendre sa vie d'antan, celle d'un humain, s'il lui obéit. Ce dernier accepte. Ses amis s'infiltrent dans l'Academy, à sa recherche, mais tombent dans un piège : ils doivent combattre les trois ennemis du début ainsi que Cyborg, transformé en Stone. Brother Blood ordonne à ce dernier de tuer ses amis, mais l'homme-robot se retourne contre les méchants : il avait en fait joué double jeu pour tromper le recteur maléfique ! Les cinq Titans s'échappent, et de retour à la Tour, Cyborg se voit contraint d'accepter un bizutage auquel ses amis veulent le soumettre, pour s'amuser. |                 |                                                                          |                        |
| 28 | 2               | X                                                                        | 4 septembre 2004       |
| Les Titans découvrent qu'un inconnu s'est emparé du costume de Red X (voir "Jeux de masques") et ses amis se demandent si Robin n'est pas à nouveau derrière tout ça, mais l'intéressé dément. Ils découvrent que le costume de Red X fonctionne avec une substance appelée Synovium. Robin questionne donc le Dr. Chang, qui lui avait fourni cette substance la première fois pour le costume. Celui-ci indique un entrepôt contenant beaucoup de synovium. Les Titans s'y rendent, mais sont neutralisés par de mystérieux ennemis, tandis que Robin combat Red X dans une folle course-poursuite. Le méchant est sur le point de s'emparer du Synovium lorsque son adversaire le stoppe. Tous deux sont ensuite mis hors-combat par les mêmes mystérieux ennemis, qui sont en fait les hommes du Dr. Chang. Le savant fou explique à Robin qu'il a créé un canon fonctionnant avec du Synovium, et indique qu'il détient ses amis. Robin affronte Chang et ses troupes, et est sauvé de justesse par Red X, qui se bat à ses côtés. Le canon est détruit, Chang arrêté et les autres Titans libérés, mais Red X parvient à s'enfuir. |                 |                                                                          |                        |
| 29 | 3               | Fiançailles Betrothed                                                    | 11 septembre 2004      |
| Starfire doit retourner sur Tamaran pour ses fiançailles. Les Titans découvrent que Blackfire (voir "Les sœurs ennemies") règne sur la planète, et que le fiancé est un gros blob vert. Cette future alliance est censée éviter une guerre avec un peuple ennemi. Robin se méfie et demande à son groupe de se séparer pour enquêter. Cyborg et Changelin découvrent qu'il n'y a en réalité aucune guerre potentielle, et Raven comprend que Blackfire a promis sa sœur comme fiancée au blob contre un bijou d'invincibilité que celui-ci possède : elle entend utiliser ce bijou pour régner sur Tamaran et étendre sa domination plus loin. Robin tente de dissuader son amie de se fiancer. Mais les quatre Titans sont capturés par Blackfire. Ils parviennent à s'échapper et arrivent juste à temps pour empêcher les fiançailles. Starfire combat seule sa sœur et détruit le bijou. Blackfire est offerte comme fiancée au blob et Starfire renonce à succéder à sa sœur comme reine, car sa place est avec ses amis sur Terre. |                 |                                                                          |                        |
| 30 | 4               | Virus Crash                                                              | 18 septembre 2004      |
| Changelin télécharge un jeu mais la copie pirate infecte l'ordinateur de Cyborg, et lorsque ce dernier s'y connecte, le virus entre en lui et lui donne l'illusion que tout n'est que nourriture. Il dévore donc toutes sortes d'objets, voire tente de manger ses amis. Les Titans font appel à Gizmo : celui-ci, injecté dans le corps de Cyborg, doit trouver et détruire le virus. Changelin entre secrètement dans l'organisme de son ami et aide Gizmo. Pendant ce temps, Robin, Raven et Starfire tentent tant bien que mal de contenir la fringale intenable de Cyborg, qui s'attaque maintenant aux machines, à qui il transmet le virus. L'homme-robot se dirige vers l'antenne de la ville, et Robin comprend que le virus risque alors de se répandre partout via cette antenne. Changelin et Gizmo, pris pour l'agent pathogène par les anticorps de Cyborg, sont poursuivis par eux mais parviennent dans le cerveau. Le noyau du virus les y attaque, mais tandis que Gizmo est chassé par les hordes ennemies, Changelin parvient à contrer le noyau en se multipliant. Le virus est détruit et Cyborg, qui a tant avalé, en est quitte pour des maux de ventre. |                 |                                                                          |                        |
| 31 | 5               | Hanté Haunted                                                            | 2 octobre 2004         |
| Robin se met à douter de la mort de Deathstroke, le corps n'ayant pas été retrouvé. À la suite d'un combat contre Cinderblock, il se retrouve isolé et voit son vieil ennemi devant lui. Il le combat, mais le tyran borgne disparaît, non sans avoir mentionné des détonateurs posés en trois endroits. Une fois sur place, Raven, Cyborg et Changelin ne trouvent aucun de ces détonateurs. Quant à Starfire, elle ne voit pas Deathstroke alors que Robin prétend qu'il était juste à côté d'elle. Le leader des Titans décide de trouver son ennemi tout seul, laissant ses amis, très inquiets, partir à sa recherche. Robin combat Deathstroke dans son ancien repaire en ruines, mais ses amis, une fois présents, ne voient que Robin et se mettent à penser que celui-ci a des visions. Ils décident de le faire hospitaliser, mais Robin parvient à s'échapper de sa chambre de soins et repart au combat. Toutefois, au dernier moment, il comprend enfin que Deathstroke n'est pas réel et accepte que son esprit lui a joué des tours. En fait, Robin a respiré un réactif contenu dans le masque du combattant borgne, conservé dans les archives de la Tour, et ce réactif lui a donné des hallucinations. Mais Cyborg découvre que le réactif a été activé de l'extérieur de la Tour. |                 |                                                                          |                        |
| 32 | 6               | Magie noire Spellbound                                                   | 9 octobre 2004         |
| Raven est captivée par la lecture d'un livre relatant le combat du brave sorcier Malchior contre le funeste dragon Rorek, à tel point qu'elle s'isole longuement de ses amis, qui en sont préoccupés. Ils essaient de la convaincre de se mêler à eux, surtout Changelin, mais elle reste recluse à lire. Cela fait dire à l'alien vert qu'elle est « zarbi », ce qui blesse Raven. La jeune sorcière entend une voix venant du livre : c'est Malchior, qui lui demande de l'aider à ressusciter et assure qu'il comprend ce qu'elle ressent, elle qui est différente des autres. Elle décide de l'aider et le fait renaître, mais sous forme de momie. Pour qu'il retrouve son apparence normale, il faut que Raven maîtrise un sortilège plus puissant. Le costume de Raven vire au blanc (couleur signifiant chez elle l'équilibre) et elle se montre détendue, car elle a trouvé en Malchior un confident qui la comprend au mieux, contrairement à Changelin et aux autres. La jeune fille apprend un sortilège plus puissant, mais s'aperçoit qu'il s'agit de magie noire, très dangereuse. Néanmoins, Malchior la convainc d'utiliser cette magie sur lui, afin de lui redonner son aspect réel. Mais Raven comprend, trop tard, que Malchior est en réalité le dragon, et non le sorcier, et il veut l'éliminer après qu'elle l'ait ressuscité. Elle l'emprisonne à nouveau dans le livre et, triste de cette trahison, trouve du réconfort auprès de ses VRAIS amis. |                 |                                                                          |                        |
| 33 | 7               | Révolution Revolution                                                    | 16 octobre 2004        |
| Mad Mod (voir "Mad Mod et l'école du respect), Anglais qui hait l'Amérique, décide de « pirater » la fête nationale américaine, en implantant des décors typiquement anglais et en hypnotisant les gens, les forçant à le considérer comme leur roi. Grâce à sa canne magique, il a transféré sa veillesse dans le corps de Robin, à qui il a pris sa jeunesse et qu'il a enlevé. Les quatre autres Titans recherchent leur ami dans les rues londoniennes et doivent affronter des troupes de soldats de plomb géants, ainsi que des tanks et des avions. Ils divergent sur la tactique à adopter pour gagner, aussi suivent-ils chacun de leur plan à tout de rôle, mais sans succès. Ils se concertent alors pour élaborer un plan commun. Raven, Starfire et Cyborg finissent capturés, mais Changelin parvient à forcer Mad Mod à lâcher sa canne. Robin parvient à l'attraper et la brise, retrouvant sa jeuness et Mad Mod sa vieillesse. Les Titans capturent enfin l'Anglais hystéqrique. |                 |                                                                          |                        |
| 34 | 8               | Longueur d'ondes Wavelength                                              | 23 octobre 2004        |
| Aqualad (voir "Deep Six") demande l'aide des Titans : grâce à un espion infiltré dans la H.I.V.E. Academy, il a appris que Brother Blood (voir "Tromperie") a construit un résonateur sonique capable de provoquer un raz-de-marée, et ce grâce à des plans qu'il a trouvé dans la mémoire de stockage de Cyborg (il l'a piraté lorsque notre héros était infiltré au sein de l'Academy). Cyborg se jure de se venger de cette manipulation. Les Titans, une fois dans la base sous-marine de Brother Blood, se scindent en trois groupes : Robin et les filles neutralisent les gardes, Aqualad et Changelin se chargent de désactiver le champ de force protégeant le résonateur et Cyborg part éteindre ce dernier. Mais l'homme-robot doit combattre Bumblebee, une Titan ailée. Il s'avère par la suite que la jeune fille est l'espion infiltré ayant fourni à Aqualad les infos concernant le plan de Brother Blood. Tous deux s'allient, mais se chamaillent sur la tactique à adopter et qui doit donner les ordres. Les deux autres groupes tombent dans des pièges, et le champ de force n'ayant pas été désactivé à temps, Cyborg (qui s'est séparé de Bumblebee) ne peut éviter l'allumage du résonateur. Il doit en outre combattre Brother Blood, mais Bumblebee le retrouve et l'aide dans ce combat. Cyborg éteint le résonateur, mais le méchant s'enfuit. Bumblebee se range au côté des Titans.                                                           |                 |                                                                          |                        |
| 35 | 9               | La bête intérieure The Beast Within                                      | 30 octobre 2004        |
| À la suite d'un combat contre Adonis, Changelin est aspergé d'un liquide inconnu. Les jours suivants, il se comporte de manière impolie et va même jusqu'à manger de la viande, lui qui est végétarien. Plus grave, il manque agresser Raven. Une nuit, il se transforme en monstre et disparaît, ainsi que Raven. Les trois autres Titans partent à leur recherche et comprennent que Changelin a enlevé la jeune sorcière. Ils le combattent et, l'ayant vaincu, le voit redevenir normal. Raven, inconsciente, est soumise à des tests médicaux, mais son état est stable. Robin questionne Changelin avec agressivité, tant et si bien que celui-ci se transforme à nouveau en monstre et tente d'attaquer Raven, en vain. Il s'enfuit et, ses amis l'ayant rattrapé, ils voient un deuxième monstre identique à Changelin, mais de couleur brune. Ce monstre est vaincu par Changelin, qui redevient lui-même ensuite. L'autre monstre n'était autre qu'Adonis, lui aussi aspergé par le mystérieux liquide. De retour sur leur île, Raven et Changelin se réconcilient, la première apportant son réconfort au second quant à sa violence involontaire. |                 |                                                                          |                        |
| 36 | 10              | Est-ce que je peux le garder ? Can I Keep Him?                           | 6 novembre 2004        |
| Après avoir combattu Johnny Rancid et son chien mécanique géant, les Titans trouvent leur tour dévastée. Changelin comprend que le responsable n'est autre que Silkie, petite larve de mite qu'il avait caché dans sa chambre après le combat contre la Mite Tueuse (voir "Rendez-vous avec le destin"). Il demande à Starfire de cacher Silkie chez elle, ce qu'elle fait, et la Tamaranéenne s'attache petit à petit à Silkie. Mais celle-ci, après avoir goûté la nourriture alien de Starfire, croît démesurément. Robin demande à la jeune fille de laisser la larve géante sur une autre île, et l'alien aux yeux verts accepte à contre-cœur. Mais la Mite Tueuse découvre Silkie lorsqu'elle devient une mite adulte et décide de s'en servir contre les Titans. Ces derniers doivent engager le combat, mais Starfir refuse de tirer sur Silkie. Partagée entre la Mite Tueuse et Starfire, qui l'ont tous deux élevée, Silkie explose sous la force de la pression intérieure. Mais sous la boue rose qui en résulte se trouve la forme larvaire de Silkie, qui a survécu. Starfire est soulagée et Robin autorise finalement la Tamaranéenne à garder la larve. |                 |                                                                          |                        |
| 37 | 11              | Les jeunes Titanimaux Bunny Raven or How to Make a Titananimal Disappear | 13 novembre 2004       |
| Alors qu'ils combattent Mumbo Jumbo (voir "En pièces détachées"), les Titans se retrouvent tous emprisonnés dans son chapeau, quatre étant changés en animaux et Changelin en objet. Raven ayant été emmenée par le magicien, ses amis la recherchent et doivent notamment affronter un groupe de gants blancs. Ils finissent par trouver Mumbo et Raven à la salle de spectacle. Le magicien les emprisonnent et, lors de son show, fait faire à chaque "Titanimal" et Changelin un tour. Le grand final doit les voir disparaître à jamais. Mais Raven a une idée : elle demande à Robin d'utiliser Changelin, transformé en pinceau, pour tous les peindre aux couleurs du décor, ce qui les fait se fondre dans l'arrière-plan. Ils semblent donc devenus invisibles. Mumbo se laisse prendre au piège et nos héros parviennent à le vaincre et ressortir du chapeau sous leur forme humaine. Le magicien essaie de s'enfuir, mais Robin le neutralise. |                 |                                                                          |                        |
| 38 | 12              | Les Titans de l'Est Titans East                                          | 20 novembre 2004       |
| Cyborg est appelé à se rendre auprès des Titans de l'Est (équipe formée d'Aqualad, Bumblebee, Speedy et les jumeaux Mas y Menos, nouveaux venus ne parlant que l'espagnol) afin de les aider à construire leur propre Tour. Cette équipe est fortement divisée, mais Cyborg arrive à les faire travailler en harmonie. Une fois cela mené à bien, l'homme-robot est prié par Robin de revenir afin d'aider à combattre le Dr. Chang (voir "X"). Mais les Titans de l'Est lui demandent de rester et de devenir leur leader. Cyborg finit par accepter cette proposition, au grand dam de Robin. Cyborg et ses nouveaux amis doivent combattre Brother Blood et ses troupes d'androïdes, fabriqués sur le modèle de Cyborg. Aqualad et les autres sont vaincus, mais leur nouveau leader parvient à battre Brother Blood. Il perd connaissance, mais, à son réveil, les Titans de l'Est sont à ses côtés, sains et saufs. Cependant, il apparaît qu'ils ont été hypnotisés et sont maintenant à la solde de l'ennemi. |                 |                                                                          |                        |
| 39 | 13              | Les Titans de l'Est [2/2] Titans East [2/2]                              | 27 novembre 2004       |
| Robin essaie de convaincre Cyborg de revenir, mais en vain. Le chef des jeunes Titans demandent à ses amis de respecter cette décision. Entre-temps, Cyborg découvre que ses nouveaux amis sont sous le contrôle de Brother Blood. Il est forcé de les affronter, mais perd et est emprisonné alors qu'il appelait Robin à l'aide. Il constate que son ennemi a subi une intervention, réalisée par le Dr. Chang, et est devenu à moitié robot, tout comme lui-même. Les jeunes Titans, qui ont capté l'appel de détresse de leur ami, surviennent et affrontent les troupes ennemies. Robin demande à Cyborg de diriger cette mission. L'intéressé accepte et, après manipulation, réussit à rendre les jeunes Titans invisibles. L'équipe retourne se battre contre les Titans de l'Est, tandis que Cyborg défie Brother Blood. Ce dernier endommage gravement notre héros et neutralise ses amis, mais Cyborg, faisant appel à toute sa volonté, parvient à vaincre son adversaire. Titans de l'Est et jeune Titans fraternisent, mais l'homme-robot décide de revenir au sein de son équipe. |                 |                                                                          |                        |

### Quatrième saison (2005)
| Numéro (épisode) | Numéro (saison) | Titre                                   | Diffusion (États-Unis) |
| --- | --------------- | --------------------------------------- | ---------------------- |
| 40 | 1               | Épisode 257-494 Episode 257-494         | 15 janvier 2005        |
| Control Freak s'est échappé et introduit directement dans les programmes télé, qu'il perturbe. Les Titans sont absorbés eux aussi dans les émissions télé et parcourent différentes séries et films afin de localiser leur ennemi. Séparés ensuite, ils se regroupent plus tard et combattent Control Freak, mais celui-ci, formé au kung-fu, les bat tous. Il s'échappe et les Titans le retrouvent finalement, grâce à Changelin, dans LE CLASH DES PLANÈTES, basé sur LA GUERRE DES ÉTOILES. Control Freak y joue un clone de Dark Vador et nos amis peinent à le vaincre, mais Changelin, qui a suivi avec attention cette série, sait comment emprisonner son adversaire, grâce à une formule magique. Les Titans l'arrêtent donc et parviennent à revenir dans la réalité. |                 |                                         |                        |
| 41 | 2               | La quête The Quest                      | 29 janvier 2005        |
| Robin n'ayant pu arrêter Katarou, qui a dérobé un bâton de grande valeur, il décide de se perfectionner dans les arts martiaux en s'entraînant auprès du Véritable Maître, laissant ses 4 amis dans la Tour. Ceux-ci vont un à un s'habiller comme Robin et imiter son style, ses actions. Même Raven finit par se laisser prendre au jeu. Robin, quant à lui, est guidé par une vieille femme à une montagne au sommet de laquelle réside le Véritable Maître. Il doit affronter 3 gardiens animaux, et entre deux combats, il croise la vieille femme, qui gravit elle aussi la montagne. Une fois parvenu au sommet, le leader des Titans doit affronter Katarou, venu lui aussi s'entraîner avec le Maître, et qui lui a volé sa ceinture de super-héros. Le méchant utilise les armes de Robin contre lui, mais notre héros le vainc en combinant les techniques des 3 gardiens, qu'il a mémorisées. Le Maître s'avère n'être autre que la vieille femme, qui accepte donc d'aider Robin à se perfectionner au combat. |                 |                                         |                        |
| 42 | 3               | Malédiction Birthmark                   | 5 février 2005         |
| Après un combat contre Dr. Light, Raven se réfugie dans sa chambre et attend avec impatience que la journée se termine. Ses amis lui font la surprise d'une fête d'anniversaire, mais elle refuse de célébrer avec eux. Elle explique à Robin que son anniversaire est lié à quelque chose de très négatif et retourne attendre anxieusement que ce jour prenne fin. À la suite d'une alerte, les Titans se rendent sur place et découvrent... Deathstroke ! Mais il a changé : il arbore maintenant un symbole rouge sur le front et possède de nouveaux pouvoirs à base de feu. S'ensuit un combat acharné au cours duquel le criminel s'en prend particulièrement à Raven. Celle-ci, afin de sauver ses amis, arrête le cours du temps, mais Deathstroke échappe à ce sortilège et appose des signes rouges sur ses poignets. Elle emmène Robin avec elle et fuit, mais Deathstroke les suit et les attaque continuellement. La jeune fille explique ensuite à son ami que quelque chose de terrible se produira un jour d'anniversaire, sans préciser quoi. Deathstroke neutralise Robin et appose des signes rouges sur tout le corps de Raven, dont les cheveux deviennent très longs. Robin la sauve et, de retour chez eux, insiste pour que la jeune sorcière célèbre avec eux. Elle finit par accepter, tandis que des signes rouges réapparaissent sur ses mains. Deathstroke, dans son antre, annonce à son mystérieux maître que la prophétie va se réaliser... |                 |                                         |                        |
| 43 | 4               | Cyborg le barbare Cyborg the Barbarian  | 12 février 2005        |
| À la suite d'un court-circuit, Cyborg remonte le temps jusqu'en 3000 av. J.-C. Il aide une troupe de guerriers à combattre des monstres verts et est célébré comme un héros par Sarasan, la cheffe des troupes, causant la jalousie de Kroll, barbare avide de gloire. Cyborg accepte d'être l'hôte de la tribu. Kroll demande l'aide d'une sorcière pour devenir chef : c'était lui qui avait organisé l'attaque de monstres afin de devenir un héros et d'être désigné comme leader. La sorcière envoie une nouvelle vague de monstres verts dans le camp des guerriers, mais le Titan les neutralise en les noyant. Kroll propose à Cyborg de l'aider à rentrer chez lui, avec l'aide la sorcière, mais celui-ci comprend que le barbare veut en fait se débarrasser de lui. La sorcière fait fusionner Kroll avec les monstres, créant un supermonstre qui bat Cyborg. Ce dernier est sauvé par Sarasan et il organise la résistance contre les monstres. Mais au cœur du combat, il est ramené à la Tour, dans le présent, par le pouvoir de Raven. Il regrette de n'avoir pu finir le combat, mais la jeune empathe lui montre, dans l'un de ses livres, les images de la victoire des troupes de Sarasan... sur laquelle lui-même, Cyborg, figure. |                 |                                         |                        |
| 44 | 5               | L'employé du mois Employee of the Month | 19 février 2005        |
| Fatigué de poursuivre ses ennemis en animal, Changelin veut acheter un scooter. Il trouve du travail dans un fast-food qui offre un scooter à l'employé du mois. Entre-temps, ses amis traquent des soucoupes volantes qui volent des vaches à des fins inconnues. Changelin découvre que le fast-food est une couverture : dans l'arrière-salle se trouve une machine qui fabrique des copies du patron, Bob, à partir d'une substance appelée Nofu et fabriquée par un alien nommé la Source, qui commande aussi les soucoupes volantes. Le but de la Source est de remplacer la nourriture standard par du Nofu, ce qui permettra ensuite d'anéantir l'humanité, et finalement de détruire la planète. Changelin enlève la Source et doit combattre des dizaines de répliques de Bob. Une fois à la Tour, il menace son ennemi afin d'obtenir les informations permettant de neutraliser les Bobs, sauver les vaches et éteindre le détonateur qui devra détruire la Terre. Il mène toutes ces opérations à bien, à lui tout seul, et la Source est mangée par Cyborg. |                 |                                         |                        |
| 45 | 6               | Troq                                    | 14 mai 2005            |
| Un extraterrestre nommé Val-Yor arrive sur Terre, pourchassé par des ennemis appelés Locrix. Après les avoir battu, il explique aux Titans que ces aliens menacent une planète instable, et qu'il doit s'y rendre afin de remédier au problème. Les Titans offrent leur aide. Durant le trajet, Val-Yor se montre hautain vis-à-vis de Starfire, la surnommant "Troq". Cyborg apprend de son amie que cela est un terme de mépris utilisé par divers peuples envers les Tamaranéens, êtres jugés inférieurs par certains. Robin est mis au courant et veut en parler à Val-Yor, mais Starfire ne tient pas à ce que cela dérange la mission. Toutefois, lorsque Val-Yor ne l'inclut pas dans le plan qu'il a élaboré, elle insiste pour participer elle aussi. Il finit par céder, et tous deux doivent effectuer ensemble la partie la plus délicate de la mission. Val-Yor manque d'y laisser sa vie, mais la Tamaranéenne risque la sienne pour le sauver. De retour sur Terre, Val-Yor s'excuse du bout des lèvre puis repart. Starfire regrette qu'elle n'ait pas réussi, par son courage, à s'attirer le respect de cet allié temporaire, mais déclare que le respect de ses amis est bien plus important à ses yeux. |                 |                                         |                        |
| 46 | 7               | La prophétie The Prophecy               | 4 juin 2005            |
| Les Titans recherchent des indices quant à la mystérieuse marque que Deathstroke arbore maintenant sur son front (voir « Malédiction »). À la suite d'une alerte, les Titans combattent leur ennemi borgne, qui détruit une zone abandonnée, à l'exception d'une ancienne bibliothèque, sur laquelle figure la fameuse marque. Deathstroke disparaît et les Titans entrent dans la bibliothèque. Les signes rouges apposés par Deathstroke sur le corps de Raven réapparaissent et brillent, ce qui active plusieurs phénomènes et éveille des monstres. La jeune fille s'enfuit, car elle refuse sa destinée proche, et utilise un passage interdimensionnel pour revenir à Azarath, sa ville natale, où elle demande l'aide de sa mère, Arella. Mais celle-ci ne peut hélas l'aider, car le destin de Raven est inévitable. De leur côté, les quatre autres Titans, tout en combattant des monstres, cherchent une gemme lié à la marque de Scath, celle que Deathstroke et maintenant Raven ont sur le front. Leur adversaire revient et les neutralise, mais Raven refait son apparition et brutalise Deathstroke avant que celui-ci ne disparaisse à nouveau. Elle révèle enfin à ses amis la vérité : Scath, lié à la fameuse marque, n'est autre que le démon Trigon, père de Raven, qui utilisera sa fille comme portail pour venir sur Terre. La jeune sorcière déclare que rien ne peut être fait pour empêcher cette prophétie de se réaliser.                    |                 |                                         |                        |
| 47 | 8               | Les Titans Crusoé Stranded              | 11 juin 2005           |
| Les Titans remettent une station orbitale détruite en état, mais doivent combattre un monstre hurleur. Ils quittent la station, mais l'alien les suit et provoque la séparation de leur vaisseau, dont les cinq membres se crashent en différents endroits d'une planète. Starfire sauve Robin et tous deux cheminent ensemble, mais la Tamaranéenne en veut à son ami en raison d'un malentendu sur le terme "petite amie", et elle le snobe. Changelin retrouve le buste de Cyborg, mais doit l'aider à rassembler ses membres et les pièces du vaisseau... et le titan vert n'y connaît pas grand-chose en mécanique ! Quant à Raven, elle est harcelée par de petites créatures qui répètent tout ce qu'elle dit et veulent la garder avec eux. Starfire et Robin finissent par se réconcilier, et se débarrassent du monstre hurleur, Changelin et Cyborg réparent le vaisseau et vont chercher les deux tourtereaux. Quant à Raven, elle a droit à un traitement de faveur de la part des petites créatures, qui font tout pour lui plaire et la faire rester. |                 |                                         |                        |
| 48 | 9               | Surcharge Overdrive                     | 18 juin 2005           |
| Parce qu'il veut pouvoir accomplir davantage de tâches, Cyborg commande et installe en lui une puce surnommée "maximiseur", qui lui permet d'augmenter ses capacités. Par la suite, son efficacité est telle qu'il neutralise des ennemis à lui tout seul. Lorsque les Titans perdent contre Billy Numerous, un superméchant capable de se démultiplier, Cyborg se jure de continuer jusqu'à l'arrêter, tandis que ses amis, épuisés, rentrent à la Tour. L'homme-robot ne parvenant pas à empêcher Billy de commettre ses méfaits, il sacrifie son sommeil, ses émotions et sa joie de vivre afin d'augmenter la puissance du maximiseur, ce qui détruit la part humaine qu'il avait en lui. Il gagne en efficacité, mais cela finit par provoquer un court-circuit et la puce doit être retirée. Cyborg parvient ensuite à créer des hologrammes de ses amis, et Billy Numerous se démultiplie pour tous les combattre, mais il atteint ses limites et l'effet s'inversant alors, ses doubles réintégrent le corps original. Les Titans n'ont plus qu'à l'arrêter, et Cyborg à enfin... aller se reposer. |                 |                                         |                        |
| 49 | 10              | Petite mamounette Mother Mae-Eye        | 25 juin 2005           |
| Les Titans tombent sous la coupe de Petite mamounette, une sorcière déguisée en grand-mère, qui hypnotise nos héros grâce à des tartes magiques et les materne au lieu de les laisser remplir leurs missions. Et lorsque finalement ils répondent à une alerte, la vieille dame les accompagne et les affuble de tenues ridicules qui les gênent lorsqu'ils doivent combattre les Hive Five (Jinx, Gizmo, Mammoth, See-More et Private). À la suite d'un coup sur la tête, Starfire voit la sorcière qui se cache sous l'apparence d'une grand-mère, mais feint d'être toujours hypnotisée. Petite mamounette enferme les Titans dans une tarte qu'elle met à cuire. La Tamaranéenne s'échappe et doit affronter une armée de bonshommes en pain d'épice. La sorcière tente de l'hypnotiser à coups de tartes, mais Starfire donne le change avant de rompre le charme chez ses amis. Tous combattent désormais les bonshommes de pain d'épice et tentent d'échapper à Petite mamounette. Finalement, ils la piègent et réussissent à l'enfermer dans la tarte magique dont elle était sortie, et apportent cette tarte aux Hive Five, qui tombent immédiatement dans le panneau et deviennent les nouveaux "enfants" de la sorcière. |                 |                                         |                        |
| 50 | 11              | La fin du monde The End                 | 2 juillet 2005         |
| Le jour de la fin du monde est arrivé. Le sachant, Raven fait tout pour que ce dernier jour soit aussi agréable que possible pour ses amis, qui s'étonnent de la voir aussi ouverte et gentille avec eux. Cependant, Deathstroke réunit une armée de créatures de feu et part chercher Raven, le Portail. Les Titans ont mis cette dernière à l'abri dans une pièce surprotégée et combattent les troupes ennemies, mais perdent. La jeune sorcière leur transmet une partie de ses propres pouvoirs et part avec Deathstroke, sachant son destin inévitable. Elle est amenée à l'ancienne bibliothèque (voir "La prophétie"), où doit s'accomplir l'ouverture du passage interdimensionnel, et Deathstroke réclame son dû à Trigon, mais celui-ci refuse et lui retire tout pouvoir. Robin et ses amis tentent de sauver Raven, mais elle sait que cela est inutile et laisse finalement la magie noire la transformer en Portail, par lequel émerge Trigon, qui déclare que la Terre lui appartient. |                 |                                         |                        |
| 51 | 12              | La fin du monde [2/3] The End Part. II  | 9 juillet 2005         |
| Trigon a transformé l'ensemble de l'humanité en statues. Seuls les Titans y ont échappé, grâce aux pouvoirs que Raven leur avait transmis. Ils tentent de combattre le Démon avec ces pouvoirs, mais cela reste insuffisant. Deathstroke propose alors à ses adversaires de les aider à retrouver la seule part de Raven qui n'a pas été anéantie. Mais seul Robin pourra l'accompagner dans cette mission. Les trois autres, protégés par l'anneau d'Azar que leur a remis Deathstroke, détournent l'attention de Trigon, qui les obligent à combattre leurs doubles maléfiques. Robin et son pire ennemi affrontent de nouvelles créatures de feu, unissant pour une fois leurs efforts. Le tyran borgne explique au héros masqué qu'en échange de Raven, il devait redevenir complètement humain grâce à la magie de Trigon, qui l'avait sauvé de la mort (voir "Choc en retour 2/2"), mais que le Démon l'a trahi. Après avoir cheminé ensemble, tous deux se séparent, et Robin atteint finalement une église en ruine dans laquelle se trouve... Raven enfant, toute de blanc vêtue. |                 |                                         |                        |
| 52 | 13              | La fin du monde [3/3] The End Part. III | 16 juillet 2005        |
| Tandis que Cyborg, Starfire et Changelin se battent toujours contre leurs doubles maléfiques, Robin tente de convaincre la jeune Raven de lui faire confiance, car elle ne le reconnaît pas et veut s'enfuir. Mais elle finit par accepter de le suivre. Deathstroke, quant à lui, arrive devant la porte qui abrite les énergies corporelles, dont la sienne. Il combat le gardien et finit par le vaincre, récupérant alors tout son potentiel physique. Robin ramène la petite Raven à la surface et lui raconte en chemin sa propre histoire, afin de l'aider à retrouver la mémoire. Elle se souvient finalement de tout, mais reste pessimiste quant à la situation, alors que Robin demeure, lui, optimiste. Les trois autres Titans parviennent à détruire leurs sosies, en combattant chacun le double d'un autre. Robin et la jeune Raven reviennent, et tandis qu'elle reste cachée, lui rejoint ses amis et, avec l'aide de Deathstroke, venu se venger du Démon, tous parviennent à affaiblir Trigon, mais pas suffisamment. Ce dernier veut détruire ce qui reste de sa fille, mais l'enfant redevient adolescente et, concentrant toute son énergie retrouvée, détruit Trigon pour de bon. Le monde retrouve son aspect antérieur, et Raven, après avoir remercié Robin, propose de faire une fête pour célébrer leur victoire. |                 |                                         |                        |

### Cinquième saison (2005-2006)
| Numéro (épisode) | Numéro (saison) | Titre                                        | Diffusion (États-Unis) |
| --- | --------------- | -------------------------------------------- | ---------------------- |
| 53 | 1               | Retour à la maison [1/2] Homecoming          | 24 septembre 2005      |
| Changelin fut jadis membre d'une équipe de super-héros appelée la Doom Patrol, dont le chef était Mental et les autres membres Negative Man, Elasti-Girl et Robot-Man. Il en fut chassé pour avoir désobéi à Mental, choisissant de sauver ses coéquipiers en danger plutôt que de poursuivre le méchant. Mais lorsque Mental envoie un appel au secours à Changelin, celui n'hésite pas une seconde. Aidé de ses amis, il aide d'abord Robot-Man, puis tous se rendent à la base du Cerveau, le superméchant qui détient prisonniers le reste de la Doom Patrol et veut utiliser un générateur Quantum pour détruire ce qu'il lui plaira. Les Titans libèrent les captifs et tous combattent les troupes du Cerveau. Mais lorsqu'il doit choisir entre sauver l'ensemble de ses amis ou rattraper les ennemis, Changelin fait le même choix que par le passé, provoquant la reconnaissance des Titans qui partent ensemble à la recherche du Cerveau et de son générateur. |                 |                                              |                        |
| 54 | 2               | Retour à la maison [2/2] Homecoming Part. II | 1er octobre 2005       |
| Alors que les Titans voudraient élaborer une tactique, Mental veut une approche plus directe. La Doom Patrol part donc de son côté, et Changelin, après une hésitation, la rejoint, abandonnant les Titans. Plusieurs attaques, menées par le général Immortus, nouvel allié du Cerveau, ont raison de Robot-Man, Negative Man et Elasti-Girl. Changelin suggère de demander l'aide de son équipe actuelle, mais Mental refuse et exige qu'ils continuent à deux. Le duo infiltre la base du Cerveau, mais ne peut rivaliser face au nombre de soldats ennemis, auquel s'est jointe Madame Rouge, autre alliée du Cerveau. C'est alors que les Titans débarquent avec les trois membres disparus de la Doom Patrol, qu'ils ont secouru in extremis. Tous livrent une intense bataille et, alors que le superméchant règle son générateur sur la Tour des Titans, Changelin reprogramme l'attaque sur la base du Cerveau. Tous la désertent et, après destruction, Titans et Doom Patrol fraternisent. Mais le Cerveau n'a pas dit son dernier mot : il est en effet parvenu à s'attirer la collaboration de la plupart des anciens ennemis des Titans. |                 |                                              |                        |
| 55 | 3               | Madame Rouge Trust                           | 8 octobre 2005         |
| Madame Rouge (voir "Retour à la maison 2/2") attaque Wildebeast, afin de s'emparer de son communicateur Titan, avec lequel le Cerveau compte localiser et espionner les Jeunes Titans. Ayant échoué, elle s'attaque à Hot Spot, être de feu (voir "Le vainqueur prend tout"), et prend l'apparence de Robin pour mieux tromper son adversaire. La chaleur dégagée par Hot Spot empêchant de le toucher, Rouge/Robin demande au Titan d'éteindre ses flammes afin de pouvoir l'approcher et discuter avec lui, mais l'intéressé refuse. Elle finit par le convaincre de lui faire confiance et il redevient humain, ce qui permet au faux Robin de s'emparer du communicateur. Néanmoins, Hot Spot parvient à le récupérer et le brise avant de s'enfuir. Le vrai Robin, qui a localisé son ami, arrive pour l'aider, mais le Titan de feu croit que c'est encore Rouge sous son déguisement. Un combat s'ensuit entre vrai et faux Robin, puis entre Hot Spot et Rouge. Finalement, le leader masqué voit son ami (redevenu humain) revenir sain et sauf et lui donne son propre communicateur, afin qu'il puisse continuer à le contacter au besoin. Mais une fois Robin parti, il s'avère que Hot Spot n'était qu'un leurre : c'était Rouge sous un déguisement, et elle a maintenant le précieux communicateur. |                 |                                              |                        |
| 56 | 4               | Comme les vrais For Real                     | 15 octobre 2005        |
| Tandis que les Jeunes Titans combattent la Confrérie du Mal, soit le supergroupe de méchants dirigé par le Cerveau, les Titans de l'Est s'installent dans la tour Titan de leurs amis afin de surveiller la ville pendant leur absence. Ils doivent faire face à Control Freak, qui tente de les battre avec des armes initialement prévues pour les Jeunes Titans, mais échoue. Les Titans de l'Est remplissent ensuite leurs différentes missions, sauvant personnes et animaux, mais sont agacés de voir que personne ne les connaît et que beaucoup les comparent aux Jeunes Titans. Control Freak contre-attaque avec des challenges spécifiques pour les Titans de l'Est : Bumblebee doit stopper un train fou, Aqualad enrayer une pollution aquatique, Speedy détruire des missiles fonçant sur le pont suspendu et Mas y Menos arrêter une bombe en pressant simultanément deux boutons éloignés. À chacun, des contraintes précises sont imposées, mais tous y parviendront et gagneront leur propre notoriété de superhéros. |                 |                                              |                        |
| 57 | 5               | Neige aveugle Snowblind                      | 29 octobre 2005        |
| Les Titans sont en Russie pour combattre une mystérieuse créature qui terrorise les habitants d'un village sinistré. À la suite du crash de leur vaisseau, ils affrontent ladite créature, mais seule Starfire semble en mesure de résister à ses radiations. Elle part sur les traces du monstre et perd connaissance, mais est secourue par Red Star, ancien soldat de l'armée russe qui doit désormais vivre en reclus. Les Titans arrivent et le jeune Russe leur explique qu'il a été choisi comme cobaye par le Dr. Chang pour une expérience visant à produire le soldat parfait. Mais les énergies négatives de Red Star se sont matérialisées sous forme de monstre, et les villageois croient à tort que Red Star est le monstre. La créature survient et, après avoir absorbé l'énergie que le Russe stocke dans son laboratoire, elle croît démesurément, puis retourne au village dévasté pour s'attaquer à son usine nucléaire. Red Star absorbe toute l'énergie de son ennemi, qui finit par périr, mais lui-même est devenu radioactif et doit être emmené loin de tout rapidement. Starfire l'accompagne hors de l'atmosphère terrestre où il dérive loin d'elle avant d'exploser. |                 |                                              |                        |
| 58 | 6               | Kole                                         | 5 novembre 2005        |
| Dr. Light a mis au point une machine à cristal permettant d'absorber la lumière de l'espace et de l'utiliser comme arme. À la suite d'un combat contre les Titans, eux et lui finissent dans une jungle mystérieuse peuplée de dinosaures... qui attaquent nos amis. Ils sont sauvés par une jeune fille, Kole, et un homme des cavernes, Gnark. Kole a le pouvoir de se transformer en cristal, ce que ne tarde pas à découvrir Dr. Light, caché non loin de là. Il enlève la jeune fille et l'emmène dans le cercle arctique, pour l'utiliser comme nouveau catalyseur de sa machine à cristal. Les Titans le suivent, mais Gnark, qui craint le monde extérieur, hésite à venir avec eux. Cyborg le rassure et tous partent à l'attaque. Mais les pouvoirs de leur ennemi est tel que personne ne réussit à le toucher. Gnark finit néanmoins par réussir à couper l'alimentation du Dr. Light, qui s'attaque alors à Robin. Starfire envoie ses attaques à travers le corps cristallin de Kole, ce qui les amplifie, et elles font mouche. Lighe est arrêté, mais le communicateur Titan donné par Robin à Kole permet à la Confrérie du Mal de la localiser. |                 |                                              |                        |
| 59 | 7               | Cache-cache Hide and Seek                    | 12 novembre 2005       |
| Raven reçoit pour mission de s'occuper de trois enfants : Melvin, jeune fille qui dit avoir un ami invisible du nom de Bobby, Timmy, jeune garçon qui pique souvent des crises, et Teether, bébé qui grignote n'importe quoi. Elle est peu enthousiaste à l'idée de baby-sitter, mais les autres Titans étant tous en mission de leur côté, elle est forcée d'accepter. Tous embarquent à bord d'un train, lequel est attaqué par Monsieur Mallah, venu enlever les enfants. Raven s'en débarrasse et la petite troupe trouve refuge dans un chalet abandonné. La jeune sorcière finit par graduellement se prendre au jeu, ses protégés se montrant petit à petit moins dissipés. Ils prennent le téléphérique et subissent une nouvelle attaque de Mallah, mais le battent à nouveau. Ils finissent par arriver dans une sorte d'abbaye, et Raven y laisse les enfants, comme convenu. Mais leur ennemi y était caché et il embarque les enfants dans une sorte de tank. L'Empathe tente d'arrêter le véhicule, en vain. Les enfants montrent alors leurs superpouvoirs : ultrasons pour Timmy, missiles de feu pour Teether... et Bobby, l'ami invisible de Melvin, devient réel, et bat Mallah, qui s'enfuit. Raven reçoit l'ordre de revenir à la base, mais les enfants lui témoignent leur tendresse en guise d'adieux. |                 |                                              |                        |
| 60 | 8               | Rapide comme l'éclair Lightspeed             | 3 décembre 2005        |
| Les Hive Five, auxquels s'est joint Billy Numerous (voir "Surcharge"), voient leur cambriolage échouer à la suite de l'action d'un adversaire ultra-rapide. Jinx suggère de le capturer et le transférer à la Confrérie du Mal, afin de voir leur équipe acceptée officiellement au sein de cette organisation criminelle, mais ses cinq acolytes l'ignorent. Kid Flash, le mystérieux adversaire, lui propose de laisser tomber son équipe de machos, qui ne la respectent pas, mais elle refuse et, avec l'aide de ses coéquipiers, le capture, puis en informe Madame Rouge, qu'elle admire et à qui elle veut ressembler. Kid Flash se libère et saccage la base. Madame Rouge, venue chercher le prisonnier, constate l'échec des Hive Five et s'en va, dédaigneuse. Jinx espère toujours l'impressionner, mais ne peut une nouvelle fois compter que sur elle-même. Rouge affronte Kid Flash et l'épuise, mais c'est Jinx qui le capture finalement. Elle espère obtenir la reconnaissance de son idole, mais Rouge la méprise une fois de plus, aussi la jeune sorcière libère-t-elle son prisonnier, qui la remercie en lui offrant une rose, avant de disparaître. |                 |                                              |                        |
| 61 | 9               | La Grande Course Revved Up                   | 10 décembre 2005       |
| Ding Dong Daddy a dérobé une mallette appartenant à Robin, et ne la lui rendras que si l'un des Titans arrive premier de la course qu'il a lancée. Tandis que Cyborg et Changelin, à bord de la T-Car, doivent affronter un stand automobile piloté par des aliens, Raven et Starfire, frappé par un rayon, ne peuvent plus voler et doivent faire tout le trajet à pied, et Robin poursuit son adversaire à moto. À la suite d'une gaffe de Starfire, qui en dit trop, Gizmo claironne sur les ondes qu'une course a lieu, et de nombreux ennemis des Titans se joignent à la course. Les deux filles montent déguisées dans un bus de superméchants, mais, découvertes, doivent combattre. Cyborg et Changelin voient la T-Car se faire désosser par les petits aliens, mais finissent néanmoins par semer ces derniers. Red-X, sur sa propre moto, combat Robin, mais lorsque le leader masqué le sauve, il lui renvoie l'ascenseur en neutralisant tous les autres concurrents. Robin parvient à éjecter Dig Dong Daddy de sa voiture et à récupérer sa mallette. Arrive ensuite le bus conduit par Raven et les restes de la T-Car, tractés par Changelin-cheval. Le leader montre a ses amis ce que contient la mallette... mais sans que les téléspectateurs puissent le voir également. |                 |                                              |                        |
| 62 | 10              | En avant Go!                                 | 17 décembre 2005       |
| Une prisonnière s'échappe du vaisseau spatial dans lequel les Gordaniens la retenaient et s'enfuit vers la Terre. Robin, jeune justicier opérant en solo, tente de canaliser la violence de la captive, qui détruit tout en tentant de briser ses menottes. Un alien vert nommé Changelin, membre de la Doom Patrol, survient pour l'aider et reconnaît alors Robin, un héros qu'il admire. Un troisième personnage, tout en muscles, se joint à eux, car il ne veut pas qu'on saccage sa ville. Mais alors que tous trois vont passer à l'attaque, ils sont stoppés par une mystérieuse magicienne en manteau bleu, qui suggère que la violence n'est pas la bonne voie. Robin l'écoute et aide la furie extraterrestre à se défaire de ses menottes. Elle le remercie en l'embrassant et se sauve. Les Gordaniens débarquent alors pour capturer leur proie, mais les quatre héros décident d'unir leurs forces pour sauver la captive pourchassée. Seule la magicienne, Raven, hésite à les suivre, ne se jugeant pas digne d'appartenir au groupe, mais le costaud, nommé Cyborg, la rassure et elle se joint finalement à eux. Une fois la jeune fille retrouvée, tous les cinq infiltrent le vaisseau des Gordaniens et combattent en équipe, chacun sauvant tout à tour l'autre. Une fois les ennemis battus, les cinq nouveaux amis se retrouvent sur une île de la baie de Jump City et, après que la jeune fille pourchassée se soit présentée comme "Starfire", Robin donne à chacun un communicateur qui leur permettra de tous rester en contact, et de refaire équipe dès qu'une menace planera sur la ville. |                 |                                              |                        |
| 63 | 11              | Appel à tous les Titans Calling All Titans   | 7 janvier 2006         |
| Les Titans contactent de nouveaux superhéros afin de leur donner les communicateurs qui en feront de nouvelles recrues au sein de l'équipe Titan. Herald, Pantha, Bushido, Argent et Jericho rejoignent ainsi les rangs du bien. Mais sitôt après, le Cerveau lance une offensive planétaire contre l'ensemble des Titans. Tous se retrouvent attaqués en même temps par les Titans maléfiques, et Robin peine à coordonner ses troupes, d'autant que les ennemis prennent le dessus, avant que les héros ne finissent par renverser la situation. Il doit lui-même affronter Madame Rouge, laquelle lui révèle avoir localisé tous les Titans grâce au communicateur qu'elle avait obtenu de Robin lui-même, alors qu'elle avait pris les traits de Hot Spot (voir "Madame Rouge"). Le leader masqué trafique alors son propre communicateur et parvient à le configurer pour court-circuiter l'ensemble des communicateurs, afin que la Confrérie du Mal ne puisse plus localiser aucun Titan. Mais il est lui-même capturé et amené au Cerveau. |                 |                                              |                        |
| 64 | 12              | Tous à l'attaque Titans Together             | 14 janvier 2006        |
| Tous les Titans capturés par la Confrérie du Mal sont congelés par le Dr. Chang. Robin lui-même finit par subir ce triste sort. Starfire, Cyborg et Raven sont neutralisés par leurs adversaires. Seul Changelin s'en sort et gagne une base de fortune où le rejoignent Mas, Pantha, Herald et Jericho. Le mutant vert met sur pied un plan pour infiltrer la base ennemie : Jericho prend possession du corps de Cinderblock et feint d'avoir capturé les quatre autres, ce qui permet à tous d'entrer sans problème dans la base. Tous les cinq affrontent l'intégralité des ennemis, et Mas ayant libéré Menos, les deux jumeaux triturent les boutons de l'ordinateur central jusqu'à activer la commande qui décongèle tous les héros. Avec le retour surprise de Raven, Starfire et Cyborg, c'est le combat final entre le Bien et le Mal qui s'engage, avec une Jinx qui se range du côté des gentils. À la suite de la déconfiture de ses troupes, le Cerveau tente de s'enfuir avec Mallah, mais Changelin et Robin les stoppent, et la totalité des ennemis finit congelée. Les alliés des Jeunes Titans s'invitent à la Tour Titan, et lorsque Dr. Light fait résonner l'alarme à la suite de son cambriolage, ce ne sont plus seulement les cinq protagonistes, mais également l'ensemble de leurs amis qui se chargent de l'arrêter. |                 |                                              |                        |
| 65 | 13              | Les temps changent Things Change             | 16 janvier 2006        |
| Les Titans affrontent un ennemi dont le corps acquiert les propriétés des éléments avec lesquels il entre en contact. À cette occasion, Changelin aperçoit avec stupéfaction Terra, un peu plus loin, et part à sa recherche, laissant ses amis se charger du monstre. Il découvre que la statue de Terra (voir "Choc en retour" 2/2) a disparu, ce qui semble confirmer le retour de la jeune fille. Mais ses amis doutent néanmoins et préfèrent se concentrer sur leur ennemi. Changelin parvient à retrouver son ancienne amie, mais elle ne se souvient pas de lui, et même les récits qu'il lui raconte sur leur passé commun n'éveillent rien dans sa mémoire. La visite à la Tour Titan n'y change rien, et le blonde aux yeux bleus se fâche même contre lui avant de partir. Revenu au parc d'attractions où ils avaient tant partagé, Changelin y affronte Deathstroke, qui lui explique que Terra bloque ses souvenirs et ne veut plus avoir affaire avec les Titans. Mais il s'agit en fait d'un robot, non du véritable Deathstroke. Le mutant vert tente à nouveau convaincre la jeune fille, en vain. Robin l'ayant appelé pour qu'il les aide à combattre le monstre, Changelin n'a d'autre choix que d'abandonner avec Terra et de revenir vers ses amis. |                 |                                              |                        |

Spécial :Trouble in Tokyo